# Kolory Świąt
Kolory Świąt (The Colors of Christmas) lub Dla dzieci: Kolory Świąt • The Colors of Christmas – album międzynarodowego kolektywu Karimski Club dla dzieci z muzyką świąteczną, wydany 29 listopada 2019 przez wydawnictwo Agora Muzyka jako płyta charytatywna dla podopiecznych Fundacji Spełnionych Marzeń (dzieci cierpiące na chorobę nowotworową). Nominacja do Fryderyka 2020 w kategorii «Album Roku Muzyka Dziecięca i Młodzieżowa».

## Lista utworów
| 1.  | „Św. Mikołaju” Nelson Martusewicz, Amelka Musielak, Julka Topa, Ania Zając, Filip Dwojak, Gabrysia Kuczyńska, Shanjia April Zhang, Maria di Guardia, Diego de Barros Łukaszczuk, gośc. Szymon Majewski, Jouni Lahtinen              | 3:04  |
|     | |       |
| 2.  | „Bracia, patrzcie yo!!!” Melissa Martusewicz, Nelson Martusewicz, Ricky Lion, Antar Jackson, Nick Sinckler | 3:07  |
|     | |       |
| 3.  | „Bóg się rodzi” Melissa Martusewicz, Maria Perola de Melo Barroso, Teresa Biela, Andriusza Okhrimchuk, Iga i Lena Milczanowskie, Sylwia Wiśniewska, Ana Cristal Barroso, Cludia Regina de Melo Barosso, Guillerme Souza, Lamec Lira | 3:23  |
|     | |       |
| 4.  | „Pójdźmy wszyscy do stajenki” Yulie Wnorowska, Marcel Wnorowski, Anna Gurgul, Viviene Janina Wyszynski, Frisa i Christianne Mans, gośc. Czesław Mozil                                                                               | 2:55  |
|     | |       |
| 5.  | „Gdy śliczna Panna" Sylwia Wiśniewska, Melissa Martusewicz, Nelson Martusewicz, Kenai Ribeiro, Nick Sinckler | 4:03  |
|     | |       |
| 6.  | „Wśród nocnej ciszy" Julka Topa, Amelka Musielak, Tosia Rychlec, Antek Jachniewicz, Basia Nestorowicz, Andriusza Okhrimchuk, Zosia Syldatk                                                                                          | 4:30  |
|     | |       |
| 7.  | „Jezus „Pequeñito” Malusieńki” Nelson Martusewicz, Sils Asal Krzyżanowska, Jahiar Irani, Meris Ceballo, Eldis la Rosa, Amelka Musielak                                                                                              | 3:39  |
|     | |       |
| 8.  | „Dzisiaj w Betlejem” Marselino Attia, Natalka Piekutowska, Mateusz Martusewicz, Antek Jachniewicz, Karas Attia, Adeb Chamoun, Mia Gregorowicz-Njabe, Divine Aziza Kitenge, Benitha Kitenge, Ricky Lion                              | 3:10  |
|     | |       |
| 9.  | „Do szopy, hej pasterze” Melissa Martusewicz, Tosia Rychlec, Natasza Ciuchta, Mateusz Martusewicz, Nelson Martusewicz, Maija Laine, Disha Dureja, Laura Soboń, Sylwia Wiśniewska, Nick Sinckler                                     | 4:05  |
|     | |       |
| 10. | „Lulajże Jezuniu" Natalka Piekutowska, Maria di Guardia, Agnieszka Morra, Zosia Schittulli | 3:49  |
|     | |       |
| 11. | „Wesołą nowinę” Tosia Rychlec, Amelka Musielak, Antek Jachniewicz, Lisa Schaberl, Abelina Schaffer, Sara Lukić | 3:18  |
|     | |       |
| 12. | „W żłobie leży” Amelka Musielak, Shanjia April Zhang, Zosia Schittulli | 2:56  |
|     | |       |
| 13. | „Gdy się Chrystus rodzi” Viktoria Cellarova, Melissa Martusewicz, Nastia Szczypek, Amelia Musielak, Sziszy Járfás, Sylwia Wiśniewska, Nick Sinckler                                                                                 | 3:37  |
|     | |       |
| 14. | „Anioł pasterzom mówił” Julka Waglewska, Julka Topa, Julia Miwa, Thanos Tzimkas, Wojtek Waglewski, Milo Kurtis | 4:18  |
|     | |       |
| 15. | „Mędrcy świata, monarchowie / Welcome to My Kingdom” Melissa Martusewicz, Nelson Martusewicz, Antek Jachniewicz, Filip Dwojak, Zosia Schittulli, Benitha Kitenge, Divine Aziza Kitenge, Antar Jackson, Ricky Lion                   | 3:40  |
|     | |       |
|     | | 53:34 |
|     | |       |